# Anglars-Juillac

Anglars-Juillac este o comună în departamentul Lot din sudul Franței. În 2009 avea o populație de 349 de locuitori.

## Evoluția populației
| An        | 1975 | 1982 | 1990 | 1999 | 2006 | 2009 |
| --------- | ---- | ---- | ---- | ---- | ---- | ---- |
| Populație | 340  | 369  | 329  | 331  | 334  | 349  |